# Dianella nervosa
Dianella nervosa là một loài thực vật có hoa trong họ Thích diệp thụ. Loài này được R.J.F.Hend. miêu tả khoa học đầu tiên năm 1987.